# Rue de l'Église (Nanterre)
Pour les articles homonymes, voir Rue de l'Église.
La rue de l'Église est une voie de la commune française de Nanterre, dans le département français des Hauts-de-Seine.

## Situation et accès
Elle est accessible par la gare de Nanterre-Ville.

## Origine du nom
Le nom de cette rue est dû à la présence de l'église, toute proche. En France, la rue de l'Église est l'odonyme le plus usité.

## Historique
Cette voie apparait sur un plan du XVIIe siècle sous le nom de « rue Franche », odonyme déjà ancien car un titre de propriété du 13 juillet 1582 mentionne le don d'une maison dans cette rue, fait par un prêtre, Jean Sanson, à son neveu Louis.
En 1884, lors de la construction de la maison se trouvant au no 19, des ouvriers découvrirent des sarcophages en plâtre contenant des squelettes, ainsi que des pièces de monnaie à l'effigie de Chilpéric Ier, roi des Francs au VIe siècle.

## Bâtiments remarquables et lieux de mémoire

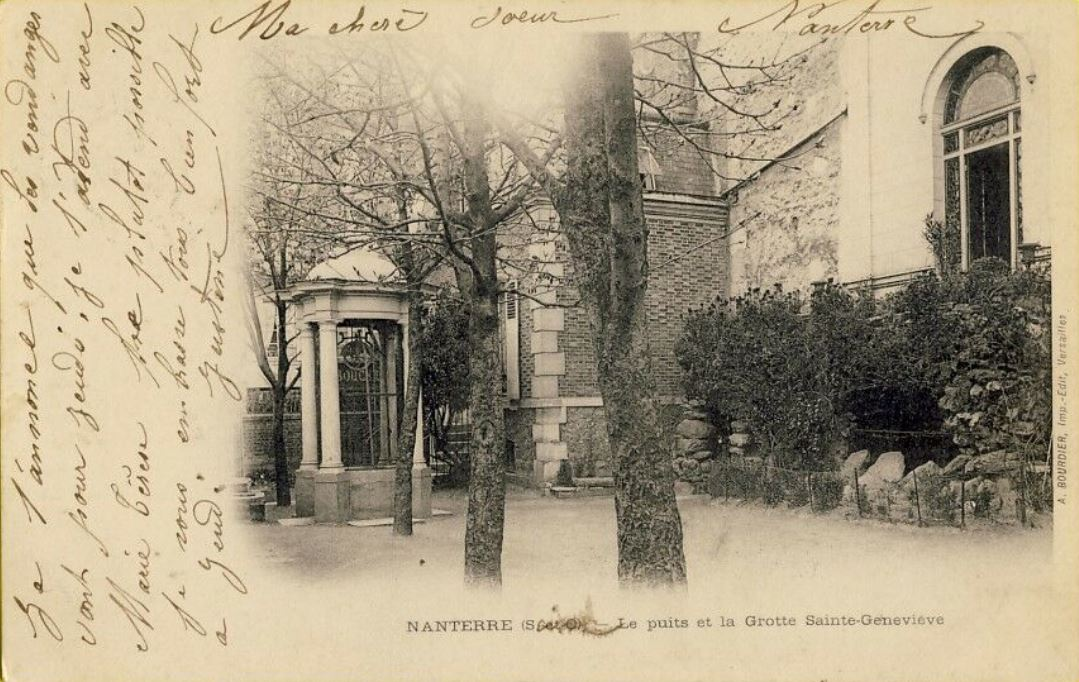
Grotte et crypte Sainte-Geneviève.

- Cathédrale Sainte-Geneviève-et-Saint-Maurice de Nanterre[5].
- Puits et crypte de la maison natale de Sainte Geneviève[6].